# Zwei Retter
Zwei Retter ist eine Novelle des österreichischen Schriftstellers Karl Emil Franzos, die 1870 entstand und 1876 in der Sammlung Die Juden von Barnow bei Duncker & Humblot in Leipzig erschien.

## Handlung
Das Städtchen Barnow in Podolien im 18. und 19. Jahrhundert: Es werden zwei Geschichten erzählt. In jeder der beiden rettet ein Mitglied der Barnower Judengemeinde seine Mitbürger vor der Willkür der fremden Bedrücker, also vor der Rache an der gesamten Barnower Judenschaft. 
Die erste Geschichte trägt sich im Frühjahr 1773 zu. Die „Kaiserin in Wien“ schickt sich zwar an, die Herrschaft in Teilen Podoliens zu übernehmen, doch die Barnower leben noch „unter dem polnischen Adler“. Der Herr von Barnow ist der junge polnische Graf Joseph Bortynski. Er steht unter dem Einfluss seines Erziehers, des Schlosskaplans. Dessen Name ist dem Erzähler nicht überliefert. Die Barnower Juden nennen ihn den schwarzen Herrn. Die Haushälterin des schwarzen Herrn schmuggelt dem Vorsteher der Juden Samuel Beermann kurz vor Ostern einen geschlachteten christlichen Säugling ins Haus. Als Samuels Frau Lea, die gerade mit ihrem Manne um ihren verstorbenen Säugling trauert, den grässlich zugerichteten Kinderleichnam im Hause bemerkt, ist es bereits zu spät. Die Knechte des schwarzen Herrn dringen ein. Lea lügt in ihrer Not den Christen vor, sie habe den eigenen Säugling umgebracht. Dafür wird Lea vom Richter des Grafen Bortynski zum Tode verurteilt. Das Urteil wird aber nicht vollstreckt. Im Sommer des Jahres 1773 übernimmt ein Auditor der kaiserlichen Militärregierung die Gerichtsbarkeit in Barnow und lässt die erste Retterin Lea frei. Der „gute Kaiser Joseph“ verleiht dem Geschlecht der Bortynski den Grafentitel.
Die zweite Geschichte ereignet sich 1843. Graf Bortynski lebt in Paris und lässt seinen Mandatar, den Deutschen Friedrich Wollmann aus Posen, nach eigenem Gutdünken in Barnow schalten und walten. Es geht das Gerücht um, bei dem Mandatar handele es sich um den Juden Froim Wollmann. Der sei zum christlichen Glauben konvertiert, habe aber sein Christenmädchen von deren Eltern trotzdem nicht zur Frau bekommen; deshalb Wollmanns Judenhass. Jedenfalls begeht ein jüdischer Soldat aus Berdiczow Fahnenflucht aus der russischen Armee, überschreitet bei Husiatyn die Grenze zu Österreich und wird in Barnow vom reichen, mildtätigen Chaim Grünstein als Pferdeknecht in den Dienst genommen. Russen und Österreicher verfolgen den Fahnenflüchtigen. Aber die Barnower Juden verbergen den Soldaten vor dem grimmigen Mandatar Wollmann. Am Abend vor dem Versöhnungstag, alle Barnower Juden sind in ihrem Bethaus versammelt, umstellt es der Mandatar mit seinen Knechten und fordert die Herausgabe des anwesenden Soldaten. Die Juden weigern sich. Da beginnt der Gottesdienst und der Vorbeter Klein-Mendele, der zweite Retter, erhebt die Stimme zum Vortrag der Kol-Nidra. Mit dem eindringlichen Gesang bringt er den ehemaligen Juden Froim Wollmann zum Schweigen. Mehr noch, Wollmann übergibt am Tage nach dem Versöhnungstag Chaim Grünstein einen unausgefüllten Pass für den Flüchtling.
Franzos schließt mit: „... das ist die Geschichte von unseren Rettern. Und nun überdenket noch einmal, wer groß ist und wer klein, wer schwach und wer mächtig!“

## Ausgaben
- Zwei Retter, S. 95–111 in: Die Juden von Barnow. Geschichten von Karl Emil Franzos. 11.–15. Auflage. Cotta’sche Verlagsbuchhandlung, Stuttgart 1920 (archive.org).
- Zwei Retter. S. 131–143 in: Karl Emil Franzos: Der Bart des Abraham Weinkäfer. Erzählungen. Nachwort von Dr. Werner Martin. Reclam, Leipzig 1964 (RUB Bd. 183)
- Zwei Retter. S. 51–67 in: Karl Emil Franzos: Das Kind der Sühne. Erzählungen. Illustrationen Gerhard Großmann. Mit einem Nachwort von Wolfgang Schütze. Buchverlag Der Morgen, Berlin 1965 (2. Aufl., verwendete Ausgabe)

In englischer Sprache
- Two saviours of the people, S. 113–138 (Übersetzer M. W. Macdowall) in: The Jews of Barnow. William Blackwood and sons, Edinburgh 1882 (archive.org).